# Misoteísmo
Misoteísmo (do grego μισόθεος, "odiar aos deuses", união de μίσος(misos) "odiar" e θεός(theos) "deus") é o ódio a Deus ou aos deuses. Em algumas variedades do politeísmo, era considerado possível aplicar sanções sobre deuses ao deixar de adorá-los.
No monoteísmo, o sentimento surge no contexto da teodiceia (o problema da existência do mal). Uma expressão literária que expressa sentimentos misoteístas é atribuída por Goethe ao seu Prometheus, composta em 1770, um contemporâneo dos primeiros movimentos do ateísmo moderno.
É um conceito relacionado ao malteísmo (disteísmo), a crença de que Deus existe, mas não é totalmente bom e que é, possivelmente, mau. Muitas divindades politeístas, desde os tempos pré-históricos foram classificadas como sendo nem boas ou nem más, ou possuindo ambas as características.
No entanto, o disteísmo tem sido usado em referência a Deus, a divindade onipotente de crenças monoteístas.

## História
O termo foi utilizado pela primeira vez em 1907. A palavra inglesa parece ser um termo cunhado por Thomas de Quincey, em 1846.